# Janusz Filipiak
Janusz Filipiak (ur. 3 sierpnia 1952 w Bydgoszczy, zm. 17 grudnia 2023 w Krakowie) – polski naukowiec, informatyk, przedsiębiorca, nauczyciel akademicki i działacz sportowy. Profesor nauk technicznych, założyciel i w latach 1998–2023 prezes zarządu spółki informatycznej Comarch, w latach 2004–2023 prezes zarządu MKS Cracovia.

## Życiorys
Urodził się 3 sierpnia 1952 w Bydgoszczy. Uczęszczał do IV Liceum Ogólnokształcącego w Bydgoszczy. Po zdaniu egzaminów wstępnych w 1971 rozpoczął w Krakowie studia na Wydziale Elektrotechniki Górniczej i Hutniczej Akademii Górniczo-Hutniczej. W 1972 wstąpił do PZPR. W 1976 z wyróżnieniem ukończył studia magisterskie na AGH; otrzymał Medal Stanisława Staszica dla najlepszego absolwenta tej uczelni. Uzyskał następnie na tej uczelni stopnie naukowe doktora (1979) i doktora habilitowanego (1984). W 1991 otrzymał tytuł profesora nauk technicznych. Specjalizował się w zagadnieniach związanych z telekomunikacją, w tym sieciami zintegrowanymi i teleinformatyką. Jako nauczyciel akademicki był związany z AGH, od 1997 jako profesor zwyczajny.
W latach 80. pracował m.in. w paryskich centralnych laboratoriach badawczych France Télécom i na University of Adelaide. W latach 90. kierował na AGH Katedrą Telekomunikacji. Był autorem książek branżowych, takich jak Modelling and control of dynamic flows in communication networks (1988) oraz Real Time Network Management (1991), a także około stu publikacji naukowych.
W 1993 założył przedsiębiorstwo informatyczne Comarch, w którym w 1998 objął stanowisko prezesa zarządu. Wraz z żoną – Elżbietą (przewodniczącą rady nadzorczej) został głównym akcjonariuszem tej spółki (w 2016 kontrolowali ponad 2/3 głosów na walnym zgromadzeniu akcjonariuszy). Tworzona przez niego spółka przekształciła się w grupę kapitałową, a Janusz Filipiak w 2000 po raz pierwszy został umieszczony na liście 100 najbogatszych Polaków prowadzonej przez tygodnik „Wprost”.
W 2004 został prezesem zarządu sportowej spółki akcyjnej MKS Cracovia, tworzonej przez ten klub sportowy i miasto Kraków. W październiku 2015 wszedł w skład Narodowej Rady Rozwoju powołanej przez prezydenta Andrzeja Dudę. W latach 2019–2020 był przewodniczącym Rady Uczelni AGH. W latach 2015–2016 był członkiem rady nadzorczej Nord/LB Bank Polska.
30 września 2023 został hospitalizowany w związku z nagłym zatrzymaniem akcji serca. Był leczony w Szpitalu Uniwersyteckim w Krakowie, w którym zmarł 17 grudnia tego samego roku. 21 grudnia po mszy pogrzebowej w bazylice Mariackiej został pochowany w alei zasłużonych cmentarza Rakowickiego w Krakowie.

## Życie prywatne
Rodzicami Janusza Filipiaka byli Tadeusz i Cecylia. Siostra Anna pracowała jako profesor zarządzania w Szkole Głównej Handlowej w Warszawie. Był żonaty z Elżbietą, z którą miał troje dzieci: Annę Berenikę, Janusza Jeremiasza i Marię Klementynę.

## Odznaczenia i wyróżnienia
- Krzyż Komandorski Orderu Odrodzenia Polski (pośmiertnie, 2023)[16][19]
- Krzyż Oficerski Orderu Odrodzenia Polski (2012)[20][21]
- Krzyż Kawalerski Orderu Odrodzenia Polski (2004)[22]
- IEEE Communications Society Distinguished Industry Leader Award 2012 (2013)[23]
- Indywidualna Nagroda Gospodarcza Prezydenta RP (2016)[23]
- Medal 70-lecia Polskiej Informatyki – przyznany przez kapitułę Polskiego Towarzystwa Informatycznego (2018)[24]

## Publikacje
- Janusz Filipiak, Modelling and control of dynamic flows in communication networks, Springer Verlag, Berlin 1988, ISBN 3-540-18292-6.
- Janusz Filipiak, Real Time Network Management, North Holland, Amsterdam 1991, ISBN 978-0-444-88881-5.
- Janusz Filipiak, Krzysztof Domaradzki, Dlaczego się udało. Filozofia i strategie twórcy Comarchu, Znak Litera Nova, Kraków 2022, ISBN 978-83-240-8478-4.